# Elizabeth Sprague Coolidge
Elizabeth Sprague Coolidge née Elizabeth Penn Sprague à Chicago le 30 octobre 1864 et morte à Cambridge le 4 novembre 1953, est une pianiste et mécène américaine.

## Biographie
Née au sein d'une famille aisée de Chicago, Elizabeth Sprague Coolidge étudie très tôt la musique, se produisant notamment comme pianiste avec l'Orchestre symphonique de Chicago, dont son père est un mécène.
Mariée à Frederic S. Coolidge de Boston en 1891, elle commence une longue carrière de philanthrope à la mort de son père en 1915 en offrant à l'Université de Yale un bâtiment consacré à la musique, le Memorial Sprague Hall. 
Elizabeth Sprague Coolidge crée un fonds de pension pour l'orchestre symphonique de Chicago, un festival annuel de musique de chambre à Pittsfield (Berkshire Music Festival) et un concours de composition musicale.
En 1925, elle crée la Fondation Elizabeth Sprague Coolidge dont le premier projet est la construction d'un auditorium avec orgue pour la Bibliothèque du Congrès de Washington.
Au fil des ans, elle soutient de nombreux compositeurs et finance en particulier la création d’œuvres de musique de chambre telles que :
- 1922 : Gabriel Pierné : Sonata da camera pour flûte, violoncelle et piano
- 1926 : Maurice Ravel : Chansons madécasses
- 1927 : Arnold Schoenberg : Quatuor à cordes n° 3
- 1927 : Arthur Bliss : Quintette pour hautbois et cordes
- 1927 : Ottorino Respighi : Trittico boticelliano pour petit orchestre
- 1928 : Igor Stravinsky : Apollon musagète
- 1930 : Sergei Prokofiev : Quatuor à cordes no 1
- 1934 : Béla Bartók : Quatuor à cordes no 5
- 1936 : Arnold Schoenberg : Quatuor à cordes no 4
- 1938 : Anton Webern : Quatuor à cordes op. 28
- 1941 : Benjamin Britten : Quatuor à cordes no 1
- 1944 : Aaron Copland : Appalachian Spring
- 1948 : Arthur Honegger : Concerto da camera
- 1953 : Samuel Barber : Hermit Songs op. 29

Parmi les compositeurs qu'elle a soutenus se trouvent également Ernest Bloch, Frank Bridge, Alfredo Casella, George Enescu, Howard Hanson, Gian Francesco Malipiero, Paul Hindemith, Bohuslav Martinů, Darius Milhaud, Cyril Rootham et Albert Roussel.
La Sonate pour flûte et piano, commandée à Francis Poulenc par la Fondation après sa mort, est dédiée à sa mémoire.